# Cvetković Brdo
 Cvetković Brdo  falu Horvátországban Zágráb megyében. Közigazgatásilag Velika Goricához tartozik.

## Fekvése
Zágráb központjától 27 km-re délre, községközpontjától 18 km-re délnyugatra, a Vukomerići-dombok között fekszik. 

## Története
1225-ben IV. Béla még szlavón hercegként a zágrábi várhoz tartozó egyes jobbágyokat nemesi rangra emelt, akik mentesültek a várispánok joghatósága alól és a zágrábi mező (Campi Zagrabiensis) nemeseinek közössége, azaz saját maguk által választott saját joghatóság (comes terrestris) alá kerültek. Az így megalakított Túrmezei Nemesi Kerülethez tartozott Cvetković Brdo is. Ezen belül közigazgatásilag a Vrhovlje járás egyik judikátusának (bírói hivatal) székhelye volt. 
A falu és környéke a 16. századtól sokat szenvedett a gyakori török támadások miatt. Amikor 1592-ben Hasszán boszniai pasa végigpusztította a Túrmezőt és mintegy 35000 lakost hurcolt rabságba számos ősi túrmezei család pusztult ki és nem maradt egyetlen ép falu sem. 
A kerület megszüntetése után a falut is a Zágráb vármegyéhez  csatolták. 1857-ben 174, 1910-ben 217 lakosa volt. Trianon előtt Zágráb vármegye Nagygoricai járásához tartozott. 2001-ben a falunak 45 lakosa volt.

## Lakosság
| Lakosság változása | Lakosság változása | Lakosság változása | Lakosság változása | Lakosság változása | Lakosság változása | Lakosság változása | Lakosság változása | Lakosság változása | Lakosság változása | Lakosság változása | Lakosság változása | Lakosság változása | Lakosság változása | Lakosság változása |
| ------------------ | ------------------ | ------------------ | ------------------ | ------------------ | ------------------ | ------------------ | ------------------ | ------------------ | ------------------ | ------------------ | ------------------ | ------------------ | ------------------ | ------------------ |
| 1857               | 1869               | 1880               | 1890               | 1900               | 1910               | 1921               | 1931               | 1948               | 1953               | 1961               | 1971               | 1981               | 1991               | 2001               |
| 174                | 188                | 173                | 185                | 200                | 217                | 202                | 213                | 158                | 146                | 127                | 120                | 101                | 69                 | 45                 |

## Nevezetességei
Szent Rókus tiszteletére szentelt fakápolnáját 1867-ben építették, de csak 1888-ban szentelték fel. Mai formáját 1913-ban nyerte el, amikor egy villámcsapást követő tűzvész után újjáépítették. A kápolna a harangtorony kivételével tölgyfából épült, kívülről fazsindely fedi.